# Atlético Mineiro
Clube Atletíco Mineiro er en brasiliansk fodboldklub. Klubben har hjemmebane på Arena Independência i Belo Horizonte.

## Titler
Kontinentale
- Copa Libertadores de América: (1) 2013

- Recopa Sudamericana: (1) 2014

Nationale
- Campeonato Brasileiro Série A: (1)  1971

Statslige
- Campeonato Mineiro: (42) 1915 1926 1927 1931 1932 1936 1938 1939 1941 1942 1946 1947 1949 1950 1952 1953 1954 1955 1956 1958 1962 1963 1970 1976 1978 1979 1980 1981 1982 1983 1985 1986 1988 1989 1991 1995 1999 2000 2007 2010 2012 2013